# Clinchco
Clinchco és una població dels Estats Units a l'estat de Virgínia. Segons el cens del 2000 tenia 424 habitants.

## Demografia
Segons el cens del 2000, Clinchco tenia 424 habitants, 189 habitatges, i 113 famílies. La densitat de població era de 59,3 habitants per km².
Dels 189 habitatges en un 30,2% hi vivien nens de menys de 18 anys, en un 45,5% hi vivien parelles casades, en un 10,6% dones solteres, i en un 39,7% no eren unitats familiars. En el 37% dels habitatges hi vivien persones soles el 18% de les quals corresponia a persones de 65 anys o més que vivien soles. El nombre mitjà de persones vivint en cada habitatge era de 2,24 i el nombre mitjà de persones que vivien en cada família era de 3.
Per edats la població es repartia de la següent manera: un 23,6% tenia menys de 18 anys, un 7,1% entre 18 i 24, un 26,9% entre 25 i 44, un 25,7% de 45 a 60 i un 16,7% 65 anys o més.
L'edat mediana era de 39 anys. Per cada 100 dones de 18 o més anys hi havia 86,2 homes.
La renda mediana per habitatge era de 18.393 $ i la renda mediana per família de 23.750 $. Els homes tenien una renda mediana de 30.313 $ mentre que les dones 19.688 $. La renda per capita de la població era de 12.257 $. Entorn del 26% de les famílies i el 30,1% de la població estaven per davall del llindar de pobresa.

## Poblacions més properes
El següent diagrama mostra les poblacions més properes.